# Fiat Bravo
Fiat Bravo är en bilmodell i Golfklassen som funnits i två generationer sedan mitten av 1990-talet.

## Bravo I (1995-2001)
Den första generationens Bravo presenterades tillsammans med sin systermodell Brava 1995 som årsmodell 1996, då de ersatte Tipomodellen. Bravo och Brava delade teknisk bottenplatta och stora delar av karossen, men medan Brava hade en konventionell femdörrars kaross så var Bravo av tredörrars halvkombityp. Dessutom hade modellerna olika utrustnings- och motoralternativ där Bravo marknadsfördes som den sportigare varianten. Bravo/Brava utsågs 1996 till Årets bil. 
Modellserien genomgick en mindre ansiktslyftning 1999 och ersattes år 2001 av Stilo. I Brasilien och Turkiet tillverkades den till 2003.
Bravo och Brava betraktades som innovativa designmässigt när de kom.

## Bravo II (2007-2016)
I början av 2007 ersattes Stilomodellen av en modell som åter fick namnet Bravo. Den tillverkas enbart i femdörrarsversion. På vissa marknader, exempelvis på Nya Zeeland, går modellen under namnet Fiat Ritmo. 
Bravo II utvecklades på mycket kort tid eftersom Fiatledningen var måna att snabbt ersätta den föga populära Stilo. Därför återanvändes bland annat den tekniska bottenplattan från föregångaren, medan designen är helt ny och knyter an till den i sin tur tydligt Maseratiinspirerade Grande Punto. Modellen, som presenterades i Sverige hösten 2007, erbjuds med fem motoralternativ; tre bensindrivna med 1,4 liters slagvolym med mellan 90 och 150 hästkrafter, samt med två dieselmotorer med 120 respektive 150 hästkrafter. Modellen finns i Sverige enbart med 120 hk och 150 hk T-Jet 1,4l bensinare och 1,9l 120 hk diesel. 
Sedan mars 2008 finns i Europa också en helt ny 1,6 l diesel med effektuttag på 120 och 105 hk. Den senare finns också med ett särskilt paket, så att den endast släpper ut 119 g/km CO2 och är därmed en av de starkaste miljöbilsklassade dieslarna i Sverige.

### Motoralternativ
| Modell       | Årsmodell | Motor                   | Cylindervolym | Effekt | Vridmoment | Bränslesystem             |
| ------------ | --------- | ----------------------- | ------------- | ------ | ---------- | ------------------------- |
| 1.4          | 2007-     | 4-cyl radmotor DOHC 16V | 1368 cm³      | 90 hk  | 128 Nm     | Bränsleinsprutning        |
| 1.4 T-Jet    | 2007-     | 4-cyl radmotor DOHC 16V | 1368 cm³      | 120 hk | 206 Nm     | Bränsleinsprutning, turbo |
| 1.4 T-Jet    | 2007-     | 4-cyl radmotor DOHC 16V | 1368 cm³      | 150 hk | 206 Nm     | Bränsleinsprutning, turbo |
| 1.6 Multijet | 2008-     | 4-cyl radmotor DOHC 16V | 1598 cm³      | 105 hk | 290 Nm     | Turbodiesel               |
| 1.6 Multijet | 2008-     | 4-cyl radmotor DOHC 16V | 1598 cm³      | 120 hk | 300 Nm     | Turbodiesel               |
| 1.9 Multijet | 2007-2008 | 4-cyl radmotor SOHC 8V  | 1910 cm³      | 120 hk | 280 Nm     | Turbodiesel               |
| 1.9 Multijet | 2007-2009 | 4-cyl radmotor DOHC 16V | 1910 cm³      | 150 hk | 305 Nm     | Turbodiesel               |
| 2.0 Multijet | 2009-     | 4-cyl radmotor DOHC 16V | 1956 cm³      | 165 hk | 360 Nm     | Turbodiesel               |